# Yosiia dehradunia
Genre
Espèce
Yosiia dehradunia, unique représentant du genre Yosiia, est une espèce de collemboles de la famille des Entomobryidae.

## Distribution
Cette espèce est endémique d'Inde.

## Étymologie
Cette espèce est nommée en l'honneur de Ryozo Yoshii.

## Publication originale
- Mitra, 1967 : A new genus and species of. Indian springtail (Insecta: Paronellinae). Proceedings of Zoological Society, Calcutta, vol. 20, p. 43-47.